# Harold Mrazek
Harold Mrazek (* 17. April 1973 in Freiburg im Üechtland) ist ein ehemaliger Schweizer Basketballspieler.
Mrazek wurde als Spieler unter anderem zehn Mal Schweizer Meister, mit ASVEL Villeurbanne gewann er auch in Frankreich den Meistertitel. Er gilt als einer der besten Spieler der Schweizer Basketballgeschichte. Mrazek erhielt während seiner Spielerkarriere die Spitznamen „Mozart des Schweizer Basketballs“ und wegen seiner markanten Glatze „Der göttliche Kahlkopf“.

## Karriere
Mrazek spielte in seiner Jugend beim Villars Basket. Neben Basketball (Beginn mit zehn Jahren) spielte er auch Fussball sowie Tennis und betrieb Leichtathletik. Mit Villars Basket schaffte er Ende der 1980er Jahre den Aufstieg in die zweite Liga, 1991 ging er zu Fribourg Olympic, mit der Mannschaft wurde er 1992 Schweizer Meister. 1993 wechselte er nach Bellinzona und gewann mit der Mannschaft 1994 und 1995 den Meistertitel. 1996 kehrte Mrazek nach Fribourg zurück und wurde mit Olympic von 1997 bis 1999 drei Mal in Folge Schweizer Meister. Zwischen 1999 und 2001 ging er für die Lugano Snakes auf Korbjagd, inklusive des Gewinns der Meistertitel 2000 sowie 2001.
Mrazek wagte anschließend den Sprung ins Nachbarland Frankreich und unterschrieb beim Spitzenverein ASVEL Villeurbanne. Er sollte letztlich von 2001 bis zum Saisonende 2005/06 in Villeurbanne bleiben und amtete zeitweise als Mannschaftskapitän. 2002 wurde er mit ASVEL französischer Meister und ein Jahr später Vizemeister. Im Rahmen eines Freundschaftsspiels gegen den damaligen NBA-Meister San Antonio Spurs wurde Mrazek 2006 in Villeurbanne verabschiedet.
Die letzten beiden Spielzeiten seiner Profilaufbahn verbrachte er wiederum bei Fribourg Olympic, die jeweils mit dem Schweizer Meistertitel gekrönt wurden.
Nach seinem Karriereende als Spieler amtete Mrazek zwischen 2009 und 2013 als Technischer Direktor und Vizepräsident von Fribourg Olympic. Hauptberuflich wurde er nach seiner Laufbahn als Basketballprofi im Bankwesen tätig.

### Nationalmannschaft
Er spielte zwischen 1993 und 2003 für die Schweizer A-Nationalmannschaft.

## Erfolge und Ehrungen
- Schweizer Meister 1992, -94, -95, -97, -98, -99, 2000, -01, -07, -08
- Schweizer Cupsieger 1994, -95, -96, -97, -98, 2001, -07
- Schweizer Ligacupsieger 2007, -08
- Französischer Meister 2002
- Spieler des Jahres der Basketball-Nationalliga (benannt von eurobasket.com) 2007
- Bester einheimischer Spieler der Basketball-Nationalliga (benannt von eurobasket.com) 2000, -01[3]

## Persönliches
Mrazek ist der Sohn tschechischer Eltern, die beide für die tschechoslowakische Nationalmannschaft spielten, und sich 1970 während einer Länderspielreise nach Frankreich von der Delegation absetzten. Zuerst spielten seine Eltern in Frankreich, ehe sein Vater Celestyn Mrazek von Fribourg Olympic als Spielertrainer verpflichtet wurde.
Mit 16 Jahren lernte Harold Mrazek Chantal kennen, die neun Jahre später seine Ehefrau wurde. Zwischen 1996 und 2000 absolvierte er an der Universität Freiburg ein Wirtschaftsstudium.